# Zwei Trottel als Revolverhelden
Zwei Trottel als Revolverhelden (Originaltitel: Franco e Ciccio sul sentiero di guerra) ist ein Film aus der Reihe von Komödien, die Franco & Ciccio, oftmals als Genre- oder direkte Filmparodien, zwischen 1964 und 1973 drehten. Regie bei dieser Persiflage des Italowesterns führte Aldo Grimaldi; der Film kam am 18. April 1975, sechs Jahre nach seiner Uraufführung, in um 12 Minuten gekürzter Form auch in deutsche Kinos.

## Handlung
Franco und Ciccio sind zwei Soldaten der sizilianischen Armee, die nach Ankunft von Garibaldi fliehen müssen. In Särgen schmuggeln sie sich selbst aus dem Land und werden nach Amerika verschifft, wo sie, mittellos und fremd, auf sich selbst gestellt sind.
Die beiden trotteligen Freunde schreiben sich in der amerikanischen Armee ein und werden zu Indianerkämpfen in den Westen beordert, wo sie es trotz ihrer Begriffsstutzigkeit und Missgeschicke durch eine Serie unglaublicher Umstände schaffen, den Angriff der Indianer abzuwehren und der Armee zum Sieg zu verhelfen.
Die plötzliche Aufdeckung eines Fehlers zwingt die beiden dazu, in die Wüste zu fliehen, wo sie bei den Indianern Unterschlupf finden und durch die Hochzeit mit den Töchtern des Häuptlings auch bleiben werden.

## Kritik
Unerfreut zeigte sich das Lexikon des internationalen Films, das „nervtötende Schwachsinnskomik mit dem Blödelduo Franchi und Ingrassia“ beklagte. Christian Keßler stellte fest, die beiden Hauptdarsteller bewiesen erneut, dass Würde ein Konjunktiv ist und sich querfeldein grimassierten. Der Film ist unoriginell und ein Sammelsurium von Ideen und Requisiten aus dritter Hand, urteilte auch der heimische film.tv.

## Synchronisation
- Franco Franchi: Erich Ebert
- Ciccio Ingrassia: Christian Marschall